# Parafia św. Andrzeja Apostoła w Nawarzycach
Parafia świętego Andrzeja Apostoła w Nawarzycach – parafia rzymskokatolicka, znajdująca się w diecezji kieleckiej, w dekanacie wodzisławskim.